# Camp Ashcan
Camp Ashcan (im amerikanischen Englisch: Aschekasten, Ascheeimer) war der Codename eines geheim gehaltenen Gefangenenlagers der Alliierten unter US-amerikanischer Führung (offiziell: Central Continental Prisoner of War Enclosure No. 32) zum Ende des Zweiten Weltkrieges. Es war im Palace Hotel in Bad Mondorf, Luxemburg eingerichtet. Hier wurden zwischen Mai und September 1945 fast alle bis dahin gefangenen deutschen Nazigrößen und hochrangige Militärs festgehalten und verhört, bevor sie nach Nürnberg vor den Internationalen Militärgerichtshof zum Nürnberger Prozess gegen die Hauptkriegsverbrecher gebracht wurden.

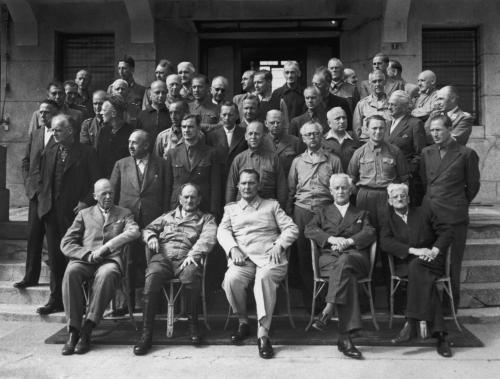
Hochrangige nationalsozialistische Funktionsträger und Militärs im US-Gefangenenlager Camp Ashcan in Bad Mondorf (Luxemburg).

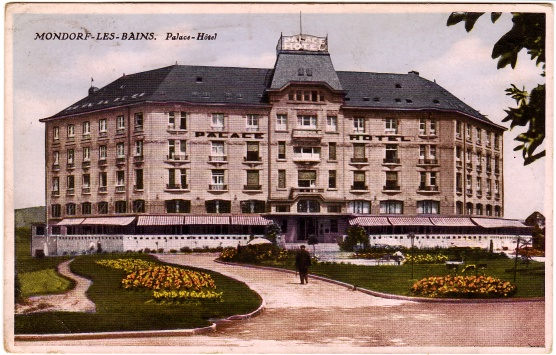
Palace Hotel

Unter den 86 Gefangenen war der Großteil der Angeklagten des Nürnberger Hauptkriegsverbrecherprozesses:
- Hermann Göring (Reichsmarschall)
- Joachim von Ribbentrop (Reichsaußenminister)
- Robert Ley (Leiter der Deutschen Arbeitsfront)
- Wilhelm Keitel (Generalfeldmarschall, Chef des OKW)
- Generaloberst Alfred Jodl
- Großadmiral Karl Dönitz
- Fritz Sauckel (Generalbevollmächtigter für den Arbeitseinsatz)
- Walther Funk (Reichswirtschaftsminister und Reichsbankpräsident)
- Hans Frank (Generalgouverneur von Polen)
- Wilhelm Frick (Reichsminister des Innern und Reichsprotektor für Böhmen und Mähren)
- Arthur Seyß-Inquart (Reichsstatthalter der Niederlande)
- Julius Streicher (Gauleiter von Franken und Herausgeber der antisemitischen Wochenzeitung „Der Stürmer“)
- Alfred Rosenberg (Führender Ideologe der NSDAP und Leiter des Reichsministeriums für die besetzten Ostgebiete (RMfdbO))[2]

sowie u. a.
- Reichsfinanzminister Johann Ludwig Graf Schwerin von Krosigk
- Generalfeldmarschall Gerd von Rundstedt
- Generalfeldmarschall Albert Kesselring

Im Großraum Frankfurt am Main gab es zur gleichen Zeit zwei Lager mit ähnlichen Funktionen:
- Camp King am Rande von Oberursel (Taunus), das nach dem Ende des Zweiten Weltkriegs unter US-amerikanischer Leitung zunächst als Kriegsgefangenenlager diente und dann als Interrogation Center (Verhörzentrum) für hochrangige Nationalsozialisten, Geheimdienstleute und Militärs.
- In Schloss Kransberg bei Usingen existierte unter dem Codenamen Dustbin (im britischen Englisch: Mülleimer) ein Lager, in dem unter britischer Führung eher technische Kollaborateure des Naziregimes, darunter aber auch Albert Speer, untergebracht waren.

Im Camp Ashcan waren die Gefangenen im 3. und 4. Stock untergebracht, das 2. Stockwerk war leer, die Amerikaner richteten sich im Erdgeschoss ein. Die Gefangenen konnten sich frei bewegen, durften sogar in den Park (der natürlich mit Stacheldraht und Wachposten gesichert war) und sich untereinander frei unterhalten. Dies hatte den Zweck, dass die Häftlinge in den Verhören gesprächiger werden sollten.
Fünf amerikanische Intelligence Officers bekamen regelmäßig Fragebögen der United Nations War Crimes Commission zugeschickt, mit denen sie die Inhaftierten ausfragen sollten. Einer der Verhörer war John Ernest Dolibois gebürtig aus Luxemburg-Stadt, der später Botschafter der Vereinigten Staaten in Luxemburg werden sollte. Er war als „Welfare Officer“ eingeteilt, der sich um das Wohlergehen der hohen Gefangenen kümmern sollte. Dies ermöglichte ihm, wertvolle Informationen und Zeugenaussagen zu sammeln.
Ganz geheim konnten die Amerikaner dann doch nicht halten, was sich hinter dem Stacheldraht abspielte: Mondorfer Zeitzeugen gaben an, als Kinder in den großen Ferien dort umhergeschlichen zu sein, um „die Göringe zu beobachten“.
Am 10. August 1945 wurden die Häftlinge nach Nürnberg gebracht und das Camp Ashcan wurde (im September 1945?) aufgelöst. Einige Jahrzehnte lang diente das Gebäude noch als Hotel, bevor es 1988 abgerissen wurde, um Platz für das moderne Thermalbad zu machen.
Die Militärpolizeieinheit, die danach auch in Nürnberg Dienst tat (6850th Internal Security Detachment), stand unter dem Kommando von Oberst Burton C. Andrus.